# تور دوچرخه‌سواری اتریش

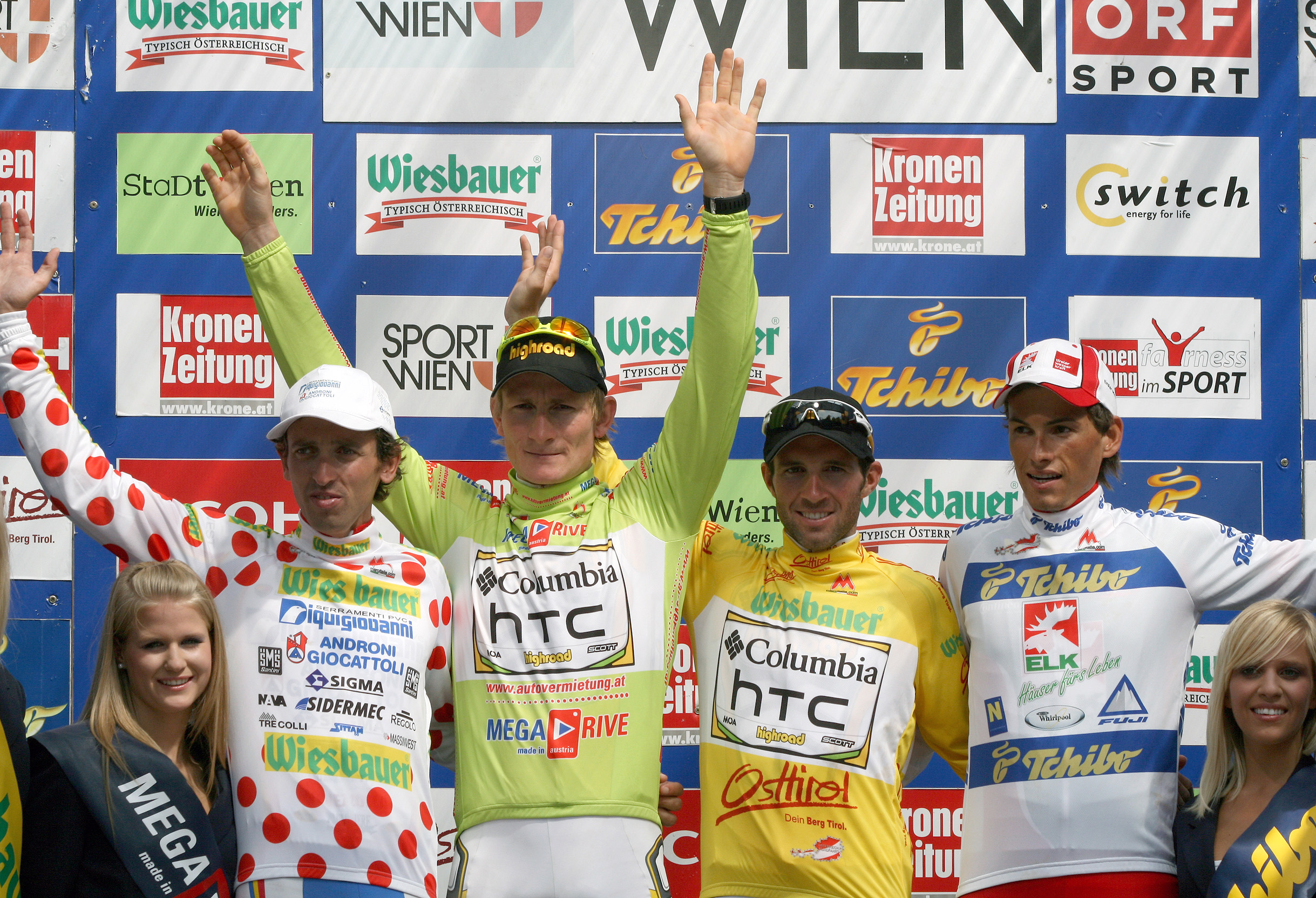
برندگان تور دوچرخه سواری اتریش

تور دوچرخه‌سواری اتریش (آلمانی: Internationale Österreich Rundfahrt) یک مسابقهٔ دوچرخه‌سواری مرحله‌ای است که به صورت سالانه در اتریش برگزار می‌شود. این مسابقه در سال ۱۹۴۹ راه‌اندازی شده‌است و تا سال ۱۹۹۵ برای رکابزنان آماتور برگزار می‌شد. در سال ۲۰۰۵ با درجهٔ یک به تور دوچرخه‌سواری اروپا افزوده شد و در سال ۲۰۰۷ به درجهٔ استثنایی (HC) ارتقا یافت. از سال ۲۰۰۵ این مسابقه در ژوئیه برگزار می‌شود؛ در حالی که پیش از آن، مسابقهٔ آماده‌سازی مناسبی برای تور دو فرانس محسوب می‌شد.
ولفگانگ اشتاین‌مایر اتریشی، با چهار قهرمانی در سال‌های ۱۹۷۲ تا ۱۹۷۶ رکورددار این مسابقه شناخته می‌شود. از سال ۱۹۹۶ که مسابقه برای رکابزنان حرفه‌ای برگزار می‌شود، کدل ایونز و گریت گلومسر، با دو پیروزی، تنها رکابزنانی هستند که بیش از یک بار قهرمان شده‌اند.